# Sława Sofia
Sława Sofia (bułg. ОСК Слава (София)) – bułgarski klub piłkarski z siedzibą w stolicy kraju, mieście Sofia, działający w latach 1916–1923.

## Historia
Chronologia nazw:
- 1916: FK Sława Sofia (bułg. "Слава" (София))
- 12.1921: OSK Sława Sofia (bułg. ОСК "Слава" (София)) – po fuzji z Oficerskim Klubem Sportowym
- 1923: klub rozwiązano - po fuzji z FK Atletik tworząc AS 23 Sofia

Klub piłkarski o nazwie Sława został założony w Sofiijskim rejonie ulicy "Cara Iwana Asena II", w kierunku od Orłow Most do Sitniakowo, w 1916 roku. Początkowo zespół rozgrywał tylko mecze towarzyskie. W 1919 roku część członków klubu FK Atletik oddzieliła się i założyła Oficerski Klub Sportowy, który w grudniu 1921 roku dołaczył do Sławy pod nazwą OSK Sława. Zespół brał udział w pierwszych zorganizowanych meczach mistrzostw Sofijskiego Związku Piłki Nożnej w 1922 roku, a także w następnym 1923 roku, kiedy doszło do rozłamu i stołeczne kluby zostały podzielone na Sofijską Ligę Sportową, w której uczestniczył klub, oraz Sofijski Związek Sportowy. W 1923 roku klub połączył się z FK Atletik pod nazwą AS-23.

## Barwy klubowe, strój, herb, hymn
|  |  |

Klub ma barwy biało-czarne. Piłkarze domowe spotkania zazwyczaj grają w białych koszulkach, białych spodenkach oraz białych getrach.

## Sukcesy

### Trofea międzynarodowe
Do chwili obecnej klub jeszcze nigdy nie zakwalifikował się do rozgrywek europejskich.

### Trofea krajowe
| \| \| Zdobyte trofea w rozgrywkach Bułgarii (stan na: 31-05-2024) \| |                                                             |      |          |
| Rozgrywki                                                            | Osiągnięcie                                                 | Razy | Sezon(y) |
| · Mistrzostwo                                                        | I miejsce                                                   | 0    |          |
| · Mistrzostwo                                                        | II miejsce                                                  | 0    |          |
| · Mistrzostwo                                                        | III miejsce                                                 | 0    |          |
| Puchar                                                               | zdobywca                                                    | 0    |          |
| Puchar                                                               | finalista                                                   | 0    |          |
| II liga                                                              | I miejsce                                                   | 0    |          |
| II liga                                                              | II miejsce                                                  | 0    |          |
| II liga                                                              | III miejsce                                                 | 0    |          |
| Bułgaria                                                             | Zdobyte trofea w rozgrywkach Bułgarii (stan na: 31-05-2024) |      |          |

## Poszczególne sezony

### Rozgrywki międzynarodowe

#### Europejskie puchary
Nie uczestniczył w rozgrywkach europejskich.

### Rozgrywki krajowe
| \| Bułgaria \| Bilans występów klubu w rozgrywkach piłkarskich Bułgarii (Stan na 31 maja 2025 r.) \| \| |                                                                                    |        |       |   |   |   |    |    |     |           |        |        |      |
| Poziom                                                                                                  | Rozgrywki                                                                          | Sezony | Mecze | Z | R | P | B+ | B– | Pkt | Lata      | Awanse | Spadki | Naj. |
| I | Nacionałna futbołna diwizija / Dyrżawno pyrwenstwo                                 | 0      |       |   |   |   |    |    |     |           | 0      | 0      |      |
| II | B RPG / Wtora PFG / Pyrwa PFL / B PFG / Wtora PFL                                  | 2      |       |   |   |   |    |    |     | 1921–1923 | 0      | 0      | 3    |
| III | Treta amatorska futbołna liga                                                      | 1      |       |   |   |   |    |    |     | 1922      | 0      | 0      | 1    |
| IV | Obłastna futbołna liga                                                             | 0      |       |   |   |   |    |    |     |           | 0      | 0      |      |
| | Puchar Bułgarii                                                                    | 0      |       |   |   |   |    |    |     |           | 0      | 0      |      |
| Bułgaria                                                                                                | Bilans występów klubu w rozgrywkach piłkarskich Bułgarii (Stan na 31 maja 2025 r.) |        |       |   |   |   |    |    |     |           |        |        |      |

## Piłkarze, trenerzy, prezydenci i właściciele klubu

### Piłkarze
- Lubomir Angełow

## Struktura klubu

### Stadion
Drużyna rozgrywała swoje mecze domowe w Sofii na boisku, które znajdowało się w rejonie ulicy "Cara Iwana Asena II" w kierunku od Orłow Most do Sitniakowo.  

## Kibice i rywalizacja z innymi klubami

### Derby
- SK Sofia
- Sławia Sofia
- FK 13 Sofia
- Rakowski Sofia
- Atletik Sofia